# Bougainville (Somme)

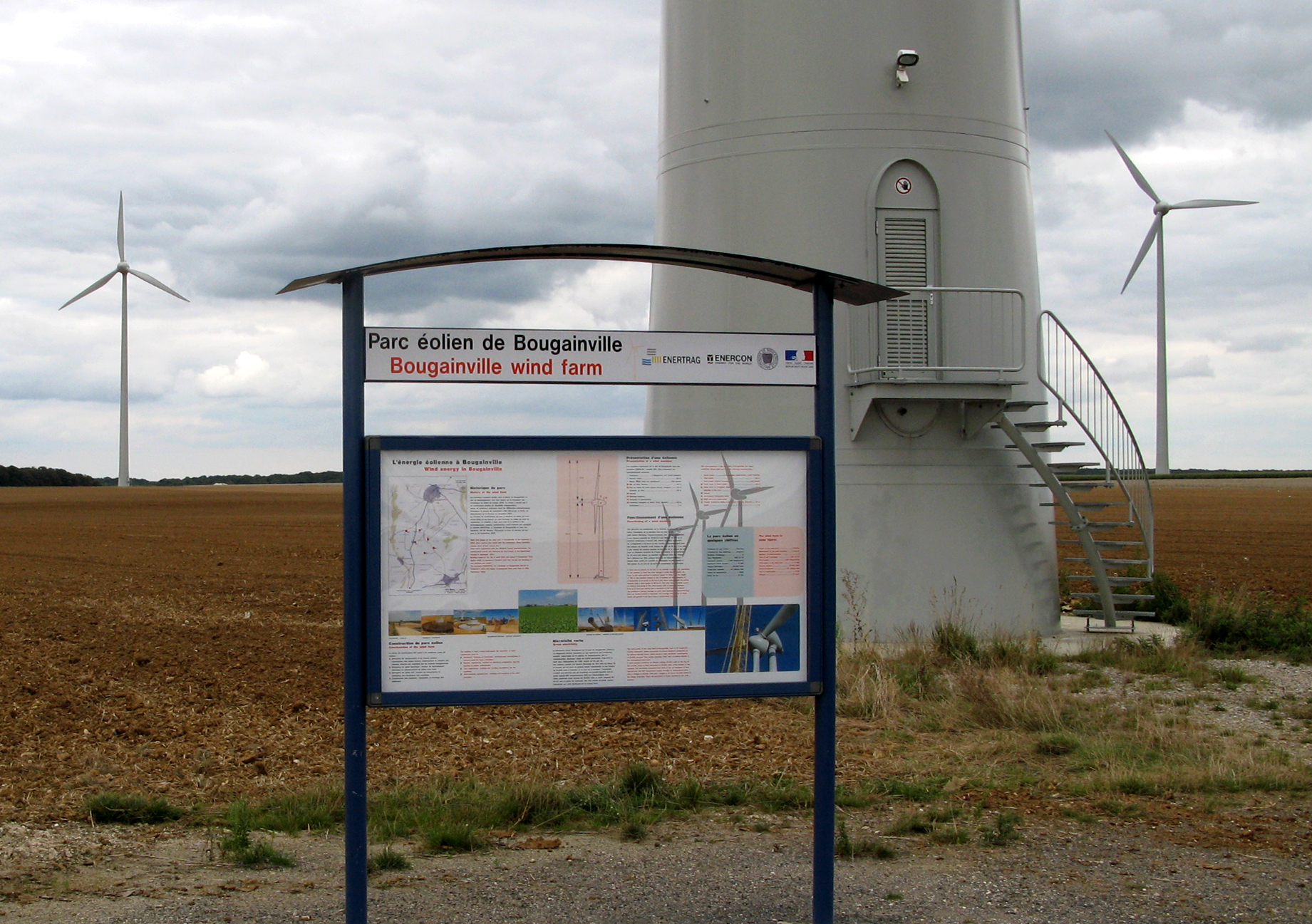
Bord over een windmolenpark in de gemeente.

Bougainville is een gemeente in het Franse departement Somme (regio Hauts-de-France) en telt 472 inwoners (2005). De plaats maakt deel uit van het arrondissement Amiens.

## Geografie
De oppervlakte van Bougainville bedraagt 10,3 km², de bevolkingsdichtheid is 45,8 inwoners per km².
De onderstaande kaart toont de ligging van Bougainville (Somme) met de belangrijkste infrastructuur en aangrenzende gemeenten.

## Demografie
Onderstaande figuur toont het verloop van het inwonertal (bron: INSEE-tellingen).